# Xã Terry, Quận Bradford, Pennsylvania
Xã Terry (tiếng Anh: Terry Township) là một xã thuộc quận Bradford, tiểu bang Pennsylvania, Hoa Kỳ. Năm 2010, dân số của xã này là 992 người.